# Rose Toki-Brown
Pour les articles homonymes, voir Toki et Brown.
Rose Toki-Brown, née le 7 décembre 1976 à Areora dans les Îles Cook, est une femme politique des Îles Cook. 
Elle est élue députée, puis vice-présidente du Parlement des Îles Cook, et ensuite nommée ministre du gouvernement local. En juillet 2016, elle devient la première femme chef de l'opposition dans les Îles Cook.
En 2018, elle est ministre de la santé, de la justice, des services parlementaires et de l'agriculture, puis ministre des affaires intérieures en juin 2021. En juillet 2019, elle est la première femme à être première ministre, par intérim.

## Carrière
Vainetutai Rose Toki-Brown naît à Areora sur l'atoll d'Atiu. Elle est femme d'affaires et dirige avec son mari le magasin Super Brown Mega Store qui ouvre 24 heures sur 24. Elle est la mère du député Te-Hani Brown.

### Carrière en politique
Rose Toki-Brown se présente aux élections législatives de 2014 comme candidate du Parti des Îles Cook, et bat son oncle Norman George pour remporter la circonscription de Teenui-Mapumai. Un recours électoral déposé ensuite par Norman George est ultérieurement rejeté. Elle est nommée vice-présidente du Parlement des Îles Cook en octobre 2014, à la suite de la condamnation pour corruption de Teina Bishop, alors chef de l'opposition, en septembre 2016. Elle démissionne de son poste de vice-présidente du Parlement lorsqu'elle est élue à l'unanimité chef de l'opposition,. Rose Toki-Brown est remplacée au poste de vice-présidente par Mona Ioane.
En juin 2017, Rose Toki-Brown est remplacée par William Heather comme chef de l'opposition, et elle rejoint alors le Parti des îles Cook (Cook Islands Party, CIP). Elle prévoit d'abord de se présenter sous l'étiquette du CIP aux élections législatives de 2018, mais elle quitte le parti et devient indépendante après avoir subi des pressions au sujet de la candidature de sa fille au Parti démocratique des Îles Cook, son parti rival. Elle alors est élue comme indépendante, battant les candidats du Parti démocrate des îles Cook et ceux du Parti des Îles Cook. Après les élections législatives, elle soutient comme députée le gouvernement du Parti des Îles Cook, et elle est nommée au Cabinet en tant que ministre de la Santé, de la Justice, des Services parlementaires et de l'Agriculture. En juillet 2019, elle occupe le poste de Premier ministre par intérim, devenant ainsi la première femme à occuper ce poste.
Lors du remaniement ministériel qui suit la nomination de Mark Brown au poste de Premier ministre, elle conserve ses différents portefeuilles ministériels. Lors du deuxième remaniement en juin 2021, elle se voit confier le ministère des Affaires intérieures à la place du ministère de la Justice.
Elle est réélue députée aux élections législatives de 2022 aux Îles Cook, et continue à soutenir Mark Brown.